# Nimbella
Nimbella is een monotypisch mosdiertjesgeslacht uit de  familie van de Lacernidae en de orde Cheilostomatida.

## Soort
- Nimbella limbata Jullien & Calvet, 1903